# Antonio Barberini

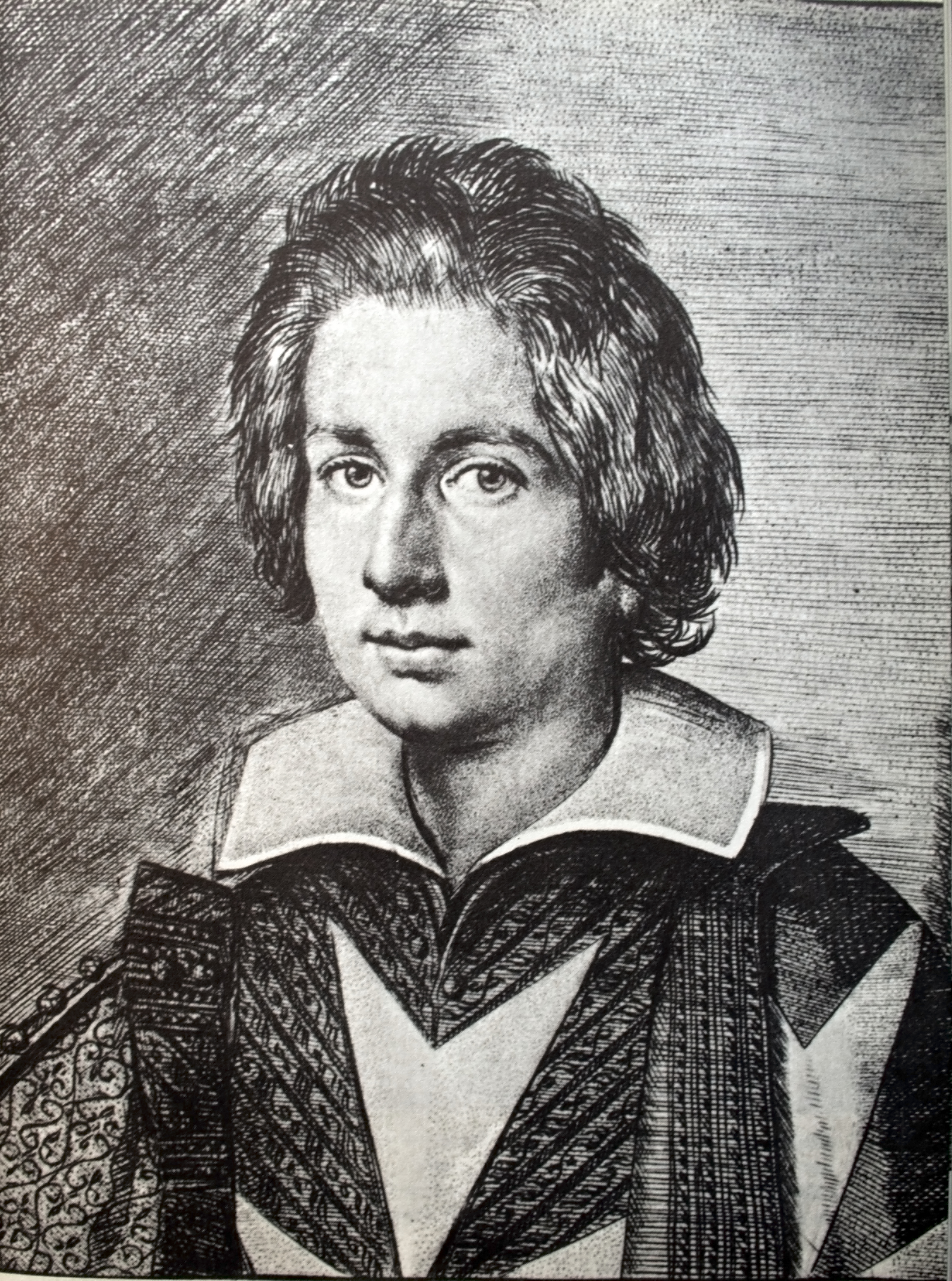
Antonio Barberini als Malteserritter (1625)

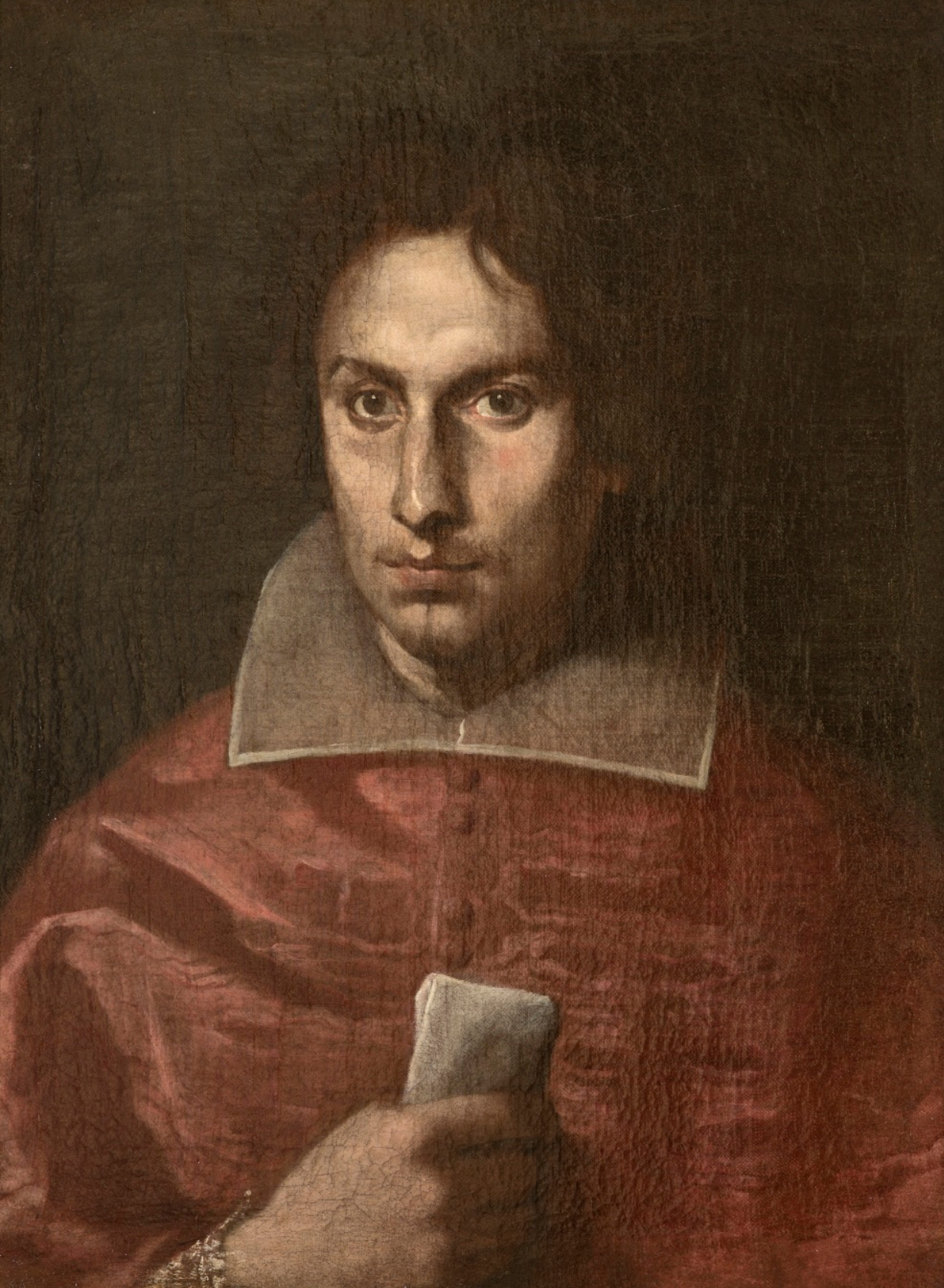
Antonio Barberini als jugendlicher Kardinal (Gemälde von Simone Cantarini um 1630)

Antonio Kardinal Barberini in Cappa magna (Ölgemälde von Carlo Maratta, nach 1650)

Antonio Barberini (der Jüngere) O.S.Io.Hieros. (* 5. August 1607 in Rom; † 3. August 1671 in Nemi), Herzog von Urbino, war Erzbischof von Reims und Kardinal der römisch-katholischen Kirche.

## Leben
Er entstammte der Adelsfamilie der Barberini, war Sohn Carlo Barberinis, jüngerer Bruder des Kardinaldekans Francesco Barberini und Neffe des Papstes Urban VIII.
Er  wurde am 28. Februar 1628 Kardinaldiakon der Titelkirche Santa Maria in Aquiro und Präfekt der Apostolischen Signatur, 1631 Herzog von Urbino, ab 1632 Kardinaldiakon der Titelkirche Sant’Agata dei Goti und Präfekt der Kongregation für die Verbreitung des Glaubens. 1633 erhielt er die Priesterweihe und wurde 1638 Kardinalkämmerer. In den Zeiten der Sedisvakanz ließ er in dieser Funktion Sedisvakanzmünzen mit seinen Wappenschild prägen. Ab 1642 war er Kardinalpriester der Titelkirche Santa Maria in Via Lata, ab 1653 von Santissima Trinità al Monte Pincio. In Frankreich wurde er 1653 unter Ludwig XIII. zum Bischof von Poitiers gewählt, wurde anschließend allerdings nicht durch den Heiligen Stuhl bestätigt. Ab 1655 war er Kardinalbischof von Frascati, dann Großalmosenier, Legat von Avignon und ab 1657 zusätzlich Erzbischof von Reims, kehrte nach seiner Aussöhnung mit dem Papst nach Italien zurück, wurde 1661 zusätzlich Kardinalbischof von Palestrina und starb 1671 in Nemi.
Er zeichnete sich als Förderer der Wissenschaften aus und dichtete selbst in lateinischer und italienischer Sprache. Barberini war als Sammler exzellenter Kunstwerke bekannt, darunter Gemälde von Caravaggio und Correggio.
Barberini skandalisierte in den 1640er Jahren die römische Gesellschaft durch seine Liebesbeziehung zur Sängerin Leonora Baroni, die er schließlich mit seinem Privatsekretär Castellani verheiratete, und seine anschließende langjährige homosexuelle Freundschaft mit dem Kastraten Marc’Antonio Pasqualini.
Barberini war Großkreuz-Ritter des Souveränen Malteserordens und von 1635 bis 1639 Großprior des Großpriorates von Rom des Malteserordens.